# 山洞县
山洞县（越南语：／）是越南北江省下辖的一个县。

## 地理
山洞县东北接谅山省定立县；西北接陆岸县；西接陆南县；南接广宁省汪秘市和东潮市；东接下龙市和𠀧扯县。

## 历史
阮朝时，山洞县为北宁省陆岸县和谅山省安博县辖地。
1909年2月13日，法国殖民政府以陆岸县版洞总、粘山总、訶护总3总析置山洞县，隶属北江省。
1917年5月11日，安博县并入山洞县。
1919年9月25日，山洞县改制为山洞州。保大时期，山洞州改制为山洞府。
1948年3月25日，北越政府改府、州为县，山洞府改制为山洞县。
1948年12月，山洞县划归广安省管辖。
1955年2月22日，广安省山洞县划归北江省管辖。此时，山洞县下辖21社：安布社、安州社、安乐社、安立社、蓬庵社、琴弹社、旃山社、条嘉社、扬休社、教廉社、丽远社、龙山社、义芳社、福胜社、桂山社、石山社、青论社、长山社、遵道社、永姜社、安定社。
1957年1月21日，山洞县义芳社、长山社2社划归陆南县管辖。
1958年8月21日，青论社析置青山社，永姜社析置富强社。
1962年10月27日，北宁省和北江省合并为河北省，省莅北江市社，山洞县随之划归河北省管辖。
1963年3月14日，条嘉社划归陆岸县管辖。
1963年10月30日，海宁省定立县有产社划归山洞县管辖。
1985年1月30日，福胜社划归桂山社和军事单位第一区国家射击场（trường bắn TB1），石山社划归云山社和第一区国家射击场。
1991年12月11日，安州社和安立社析置安州市镇。
1993年10月19日，以划归桂山社和第一区国家射击场的原福胜社区域恢复设立福胜社，以划归云山社和第一区国家射击场的原石山社区域恢复设立石山社。
1996年11月6日，河北省恢复分设为北宁省和北江省，山洞县划归北江省管辖。
2008年11月6日，青山社和青论社析置青山市镇，青山社更名为俊茂社。
2019年11月21日，安州社并入安州市镇，石山社和福胜社合并为福山社，永姜社和安立社合并为永安社，蓬庵社并入俊道社，旃山社和桂山社合并为大山社，俊茂社和青山市镇合并为西安子市镇。
2024年9月28日，越南国会常务委员会通过决议，自2025年1月1日起，第一区国家射击场在山洞县境内的区域划归陆岸县管辖。

## 行政区划
山洞县下辖2市镇15社，县莅安州市镇。
- 安州市镇（Thị trấn An Châu）
- 西安子市镇（Thị trấn Tây Yên Tử）
- 安播社（Xã An Bá）
- 安乐社（Xã An Lạc）
- 琴弹社（Xã Cẩm Đàn）
- 大山社（Xã Đại Sơn）
- 扬休社（Xã Dương Hưu）
- 教廉社（Xã Giáo Liêm）
- 有产社（Xã Hữu Sản）
- 丽远社（Xã Lệ Viễn）
- 龙山社（Xã Long Sơn）
- 福山社（Xã Phúc Sơn）
- 青论社（Xã Thanh Luận）
- 俊道社（Xã Tuấn Đạo）
- 云山社（Xã Vân Sơn）
- 永安社（Xã Vĩnh An）
- 安定社（Xã Yên Định）